# تنين

رمز لتنين أوروبي

التنين هو كائن أسطوري ذو شكل أسطواني أو شبيه بالزواحف، ورد ذكره في الكثير من القصص والأساطير في ثقافات الشعوب بجميع أنحاء العالم. وله أجنحة وفي بعض الأساطير لا يملك أجنحة، إذ تقول بعض هذه الأساطير بأنه ينفث النار من فمه. أكثر التنانين شهرةً هو التنين الأوربي، المستمد قصته من مختلف القصص الشعبية الأوروبية، والتنين الشرقي، مثل التنين الصيني.
وتوجد بعض الزواحف التي تسمى بالتنين مثل تنين كومودو وسميَ بذلك لضخامته وطوله ولوجود الشبه بينه وبين التنانين الأسطورية، ويعتبر التنين من الوحوش التي أُلفت عنه القصص والأساطير وصنعت التماثيل له، ويوجد في مناطق الجنوب الصيني من يؤمن بوجود التنانين في معتقداتهم الدينية.
لقد قيل في الأساطير القديمة أن التنين كان رمز القوة فقد كان يتمتع بقوة لا حدود لها، وجلده صلب قادر على التحليق بسرعة بينما زمجرته تثير الرعب، وقد كان يلقب أبطال الكونغ فو في الصين بالتنانين.

## لمحة عامة

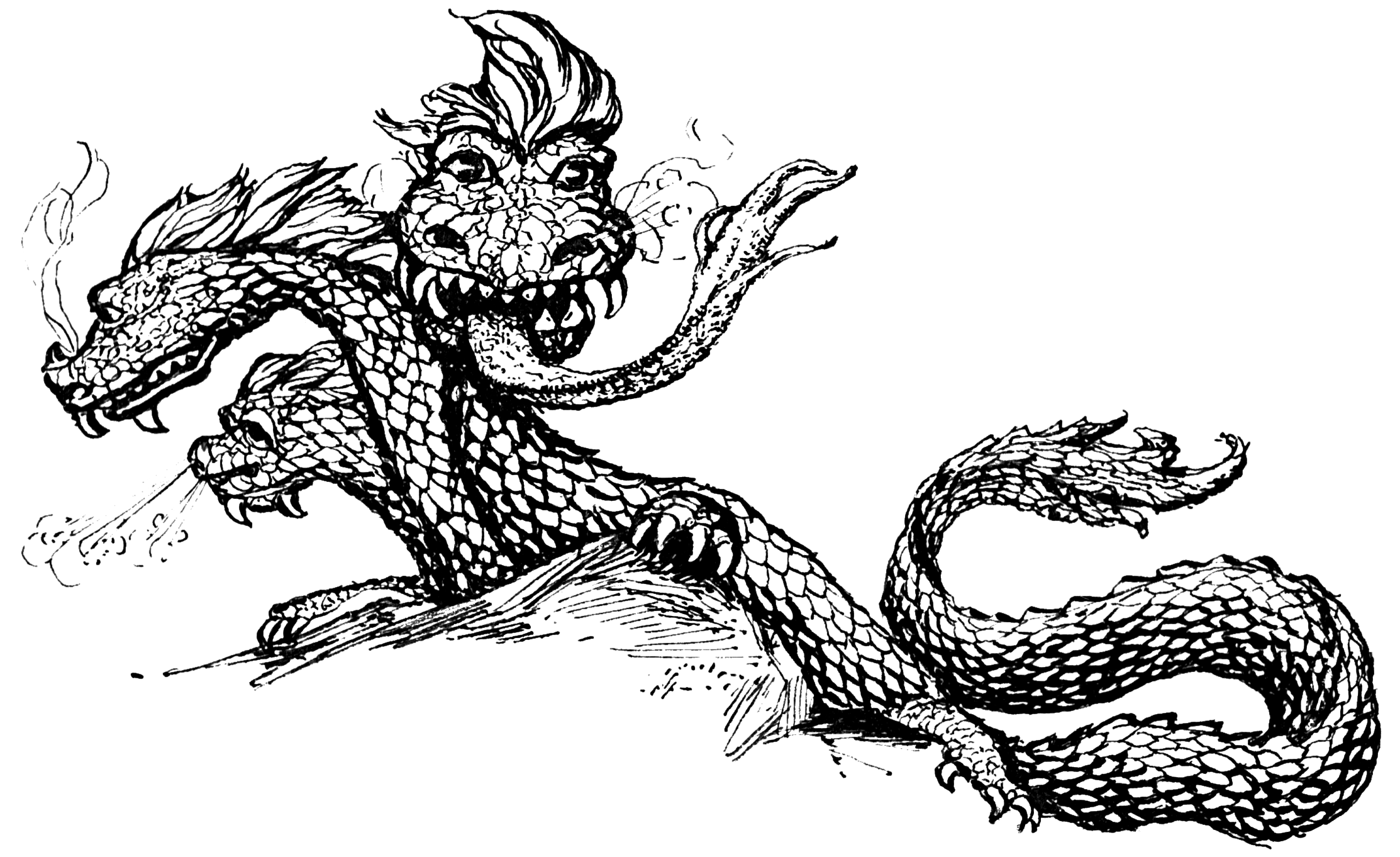
تنين ثلاثي الرؤوس

يوصف التنين عادة في العصر الحديث بأن جسمه يشبه إلى حد بعيد سحلية ضخمة، أو ثعبانًا له زوجين من أرجل السحالي، وينفث النار من فمه. وللتنين الأوروبي أجنحة الخفافيش على ظهره. والمخلوق الشبيه بالتنين لكنه بدون أرجل أمامية يسمى (wyvern). وبعد اكتشاف كيف كانت التيروصورات (زاحف مجنح منقرض) تمشي على الأرض، صورت بعض التنانين بدون أرجل الأمامية مع وجود الاجنحة بدلا عنها.
ومع أن التنانين ظهرت في العديد من الأساطير في أرجاء العالم، فقد تباينت القصص عن الوحوش التي جمعت تحت تسمية التنين. فقيل أن بعض انواعه تنفث النار أو أنها سامة. وقد صورت عادة بأنها ذات شكل أفعواني أو بشكل الزواحف، وهي حيوانات بيوضة أي تتكاثر بالبيض، وهي ذات جسم مغطى بالحراشف أو الريش. كما تصور في بعض الأحيان أن لها عيونا كبيرة أو تراقب الكنز بعناية كبيرة، وهو أصل تسميتها دراغون بالإنكليزية أي «الرؤية بوضوح». بعض الأساطير تصورها مع صف من الزعانف الظهرية. ويكون التنين الأوروبي في أكثر الأحيان مجنحًا، في حين أن صورة التنين الشرقي تشبه الثعابين الكبيرة. ويمكن أن يكون للتنين عددًا متغيرًا من السيقان تتفاوت من العدم إلى الأربع أو أكثر من ذلك عندما يتعلق الأمر بقصص الأدب الأوروبي المبكر.
ويكون للتنين غالبا أهميته الروحية الكبرى في مختلف الأديان والثقافات في أنحاء العالم. فتوجد قصص التنانين في العديد من الثقافات الآسيوية، وفي بعض الثقافات ماتزال تعتبره ممثلا للقوى الأساسية للطبيعة والدين والكون. كما تربطه مع الحكمة، وكثيرا ما يقال أنه أكثر حكمة من البشر، وطول العمر. ويقال عنهم عادة بأنهم يمتلكون شكلا من أشكال القوى السحرية أو القوى الخارقة للطبيعة، وغالبا ما ترتبط بالآبار والأمطار والأنهار. وفي بعض الثقافات، تكون التنانين قادرة على الكلام مثل الإنسان.

## التنين بحسب أساطير الشعوب

### الأساطير الأغريقية
يعود أول ذكر للتنين في الحضارة الأغريقية إلى الإلياذة، حيث وصف أجاممنون بأن له تنينا أزرقًا على حزام سيفه ورمز تنين ذا ثلاث رؤوس على الدرع الذي يلبسه على الصدر. ودراغون تعني في اللغة الأغريقية «ذلك الذي يرى»، أو «ذلك الذي يومض» (ربما في إشارة إلى حراشفه العاكسة للضوء).
وفي سنة 217 م، ناقش فيلوستراتوس (Philostratus) التنين في الهند في «حياة أبولونيوس من تيانا» (Apollonius of Tyana). في ترجمة مكتبة لوب الكلاسيكية ذكر بأن «كانت الأنياب، من جميع النواحي، أشبه بأنياب الخنازير الكبيرة، ولكنها أنحل وملتوية ومسننة مثل أسنان سمك القرش».

### الأساطير الأوربية
يوجد ذكر التنانين في قصص التراث الشعبي والأساطير الأوربية، وهي متداخلة بين الثقافات في أوروبا. ومع أن للتنانين أجنحة، إلا أنها تكون عموما مختبئة في كهوف تحت الأرض، مما يجعلها كائنا قديما لعنصر الأرض.

### الأساطير الصينية
يمكن للتنانين الصينية والشرقية عموما أن تتخذ شكل الإنسان، وعادة ما تكون خيرة، في حين أن التنانين الأوروبية تكون عادة حاقدة وإن كان هناك بعض الاستثناءات (تنين ويلز الأحمر هو أحد تلك الاستثناءات). وتوجد بعض التنانين الشرقية الحاقدة كما في الأساطير الفارسية، والروسية مثلا.
وللتنين شعبية خاصة في الصين، فالتنين ذو المخالب الخمسة كان رمزا لأباطرة الصين مع طائر الفينيق رمزا للامبراطورة الصينية. وأزياء التنين التي يرتديها ويحركها العديد من الناس هي أمر شائع في المهرجانات الصينية.

### الأساطير اليابانية
تدمج أساطير التنانين اليابانية الأساطير المحلية مع القصص المستوردة من الصين، وكوريا والهند. ومثل التنانين الآسيوية الأخرى، فإن التنانين اليابانية هي آلهة المياه المرتبطة بهطول الأمطار والمسطحات المائية، وتوصف عادة بأنها مخلوقات أفعوانية كبيرة، بدون أجنحة، ذات أقدام بمخالب. وقد كتب غولد (1896:248) ، أن التنين الياباني «يمتلك ثلاثة مخالب».

## رأي العلم في التنين
يوصف التنين عادة بأن جسمه يشبه إلى حد بعيد سحلية ضخمة، أو ثعبانًا له زوجين من أرجل السحالي وينفث النار من فمه، لكن لا وجود لدليل من علم الآثار يدعم وجود كائنات عملاقة من جنس الزواحف تنفث النيران منذ بدء وجود الإنسان على هذه الأرض، إذ أن آخر الزواحف العملاقة أوالديناصورات انقرضت منذ 64 مليون سنة بعد أن هيمنت على كوكب الأرض.
بشكل عام تبرز الأساطير من بعض الحقيقة ومن ثم يشوبها المبالغة في الأوصاف وتروى القصص الخيالية عنها، ويرجح البعض أن أصل التنين في القصص قد يعود إلى نوع من الزواحف التي تعيش في أحراش جزر إندونيسيا حتى أنها تسمى بـ تنين كومودو (المبين في الصورة) وسمي بذلك لضخامته وطوله حيث يلاحظ وجود شبه بينه وبين التنانين الأسطورية وربما أيضاً كان لوجوده أو لزواحف أخرى غير مكتشفة دور في نشأة أسطورة أصلاً.
أما بالنسبة للتنين الأوروبي فهو يملك أجنحة الخفافيش على ظهره بدون أرجل أمامية، وبعد اكتشاف كيف كانت التيروصورا (زاحف مجنح منقرض) تمشي على الأرض صورت بعض التنانين بدون أرجل الأمامية مع وجود الاجنحة بدلا عنها.
يعرف حيوان التنين والذي يظهر في الرسوم ليمثل الشيطان أو القوى المعادية للكنيسة والمؤمنين، فما هو هذا الوحش؟ هل كان له عاش بالفعل في حقبة زمنية معينة وانقرض مثل الديناصورات؟ أم إنه حيوان خرافي لا وجود له تخيله الفنانون ليصوروا به قوى الشر؟!.
- عموماً يميل أغلب الباحثين إلى اعتبار التنين كائن أسطوري خرافي لا وجود له سوى في الأساطير المروية وإن اختلفت رمزيته، بينما يزعم البعض الآخر أنه حيوان حقيقى وهو نوع من الزواحف ذوات الدم الدافئ التي تستطيع أن تتحكم في درجة حرارة أجسامها داخلياً كما في الديناصورات المنقرضة على عكس الزواحف الحالية كالتمساح والأفاعي والسحالي من ذوات الدم البارد، وهذه الخاصية تسمح لحيوان التنين بالتكيف مع الظروف المناخية المختلفة في الشتاء والصيف سواء صباحاً أو مساءً، ويعتبر التنين من الحيوانات المعمرة إذ قد يصل عمره إلى 500 عام بحسب الأسطورة، بل أن بعض الدراسات أثبتت أن هناك تنانين عاشوا لمدة ألف عام، ولكن لا يوجد دليل أن التنين مات بسبب كبر السن، ولكنه مات بسبب إما الحوادث، أو وباء متفشى، أو بسبب الإنسان.
وفي الواقع السبب الذي دفع الباحثين لدراسة فيما إذا كان التنين حيوان أسطوري أم حقيقي هو ذلك الانتشار الرهيب الذي يحظى به التنين في العالم من الشرق إلى الغرب، حيث لا تخلو ثقافة من قصة عن التنين ذلك الوحش الرهيب الدموي الذي ينفث النار من فمه - حتى في الكنيسة توجد صورة القديس مار جرجس وهو يطعن تنيناً بالحربة، ويعرف بعلم دراسة التنانين أو دراجونولوجي.
- رأي المشككين: يقول المشككون إن مخلوق التنين الأسطوري لا يتعدى كونه مخلوقاً من المخلوقات التي تزخر بها القصص الخرافية، على غرار ما نراه في كائنات أسطورية أخرى كـ الهيدرا أو اليوني كورن Unicorn (حصان بقرن واحد عند جبهته) أو الجرجونات (كالميدوسا، بهيئة امرأة شعرها من الافاعي وذنبها كالأفعى) أو انه ربما يكون نوع من المخلوقات المنقرضة ولكن القدماء قد بالغوا في وصفه وجعلوا له جناحين وزعموا انه ينفث النار من فمه على سبيل سرد القصص والحكايات عن هذا المخلوق.

وكعادة الباحثين الذين انبهروا بهذه القصص والحكايات واخذوا يبحثون عن بصيص أمل لكي يتحققوا من وجود هذا المخلوق لكن المشككين يؤكدون أنه لا وجود لهذا الأمل لانه حيوان خرافي لم يرد ذكره إلا في الأساطير.

## معرض صور

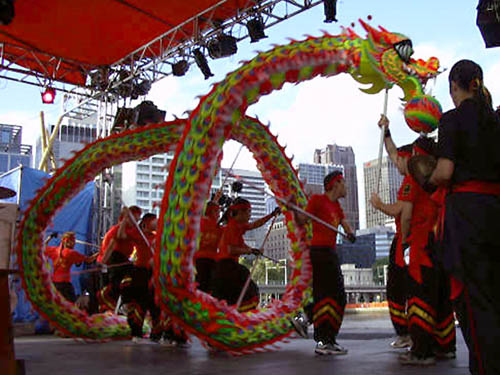
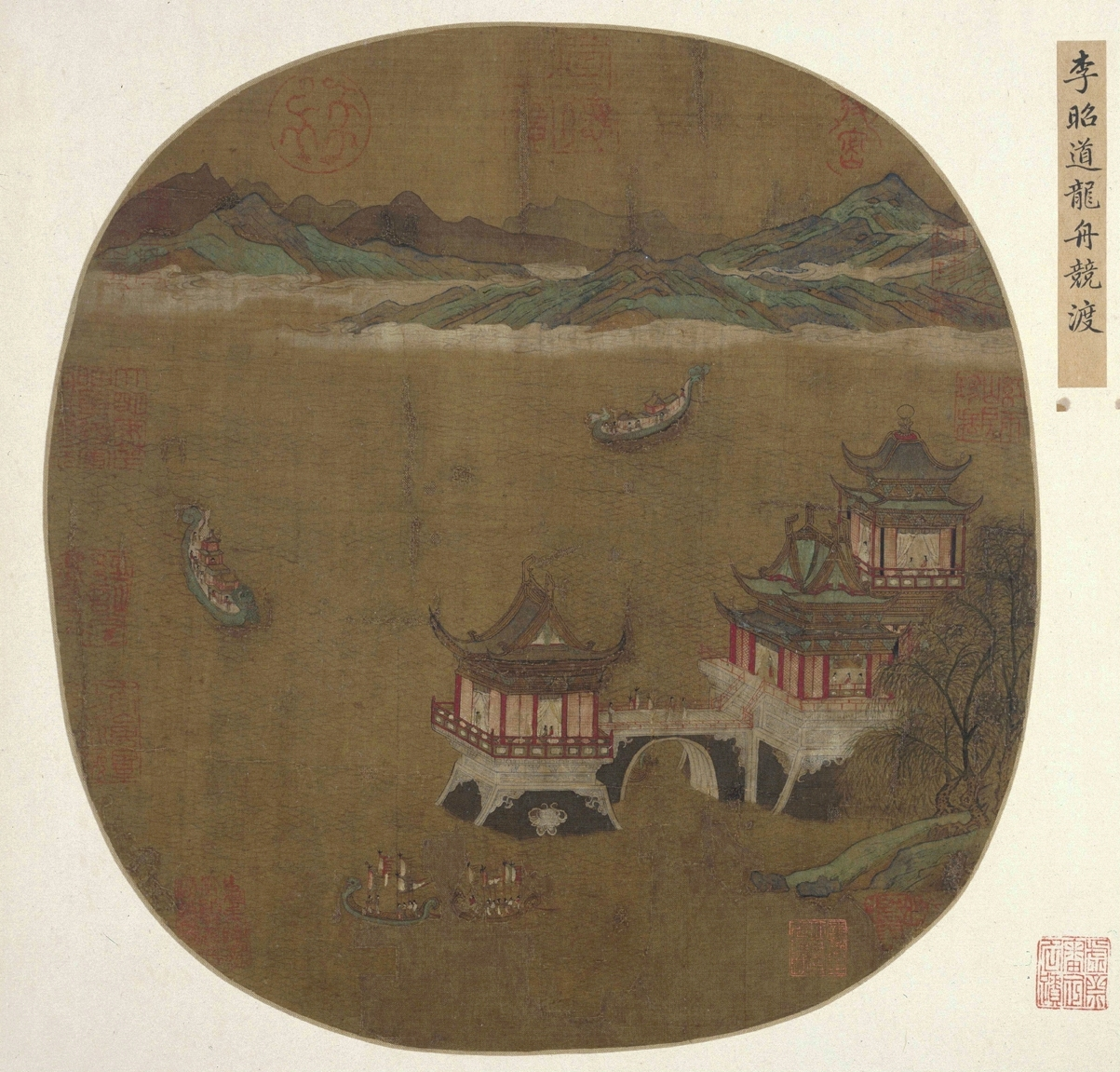
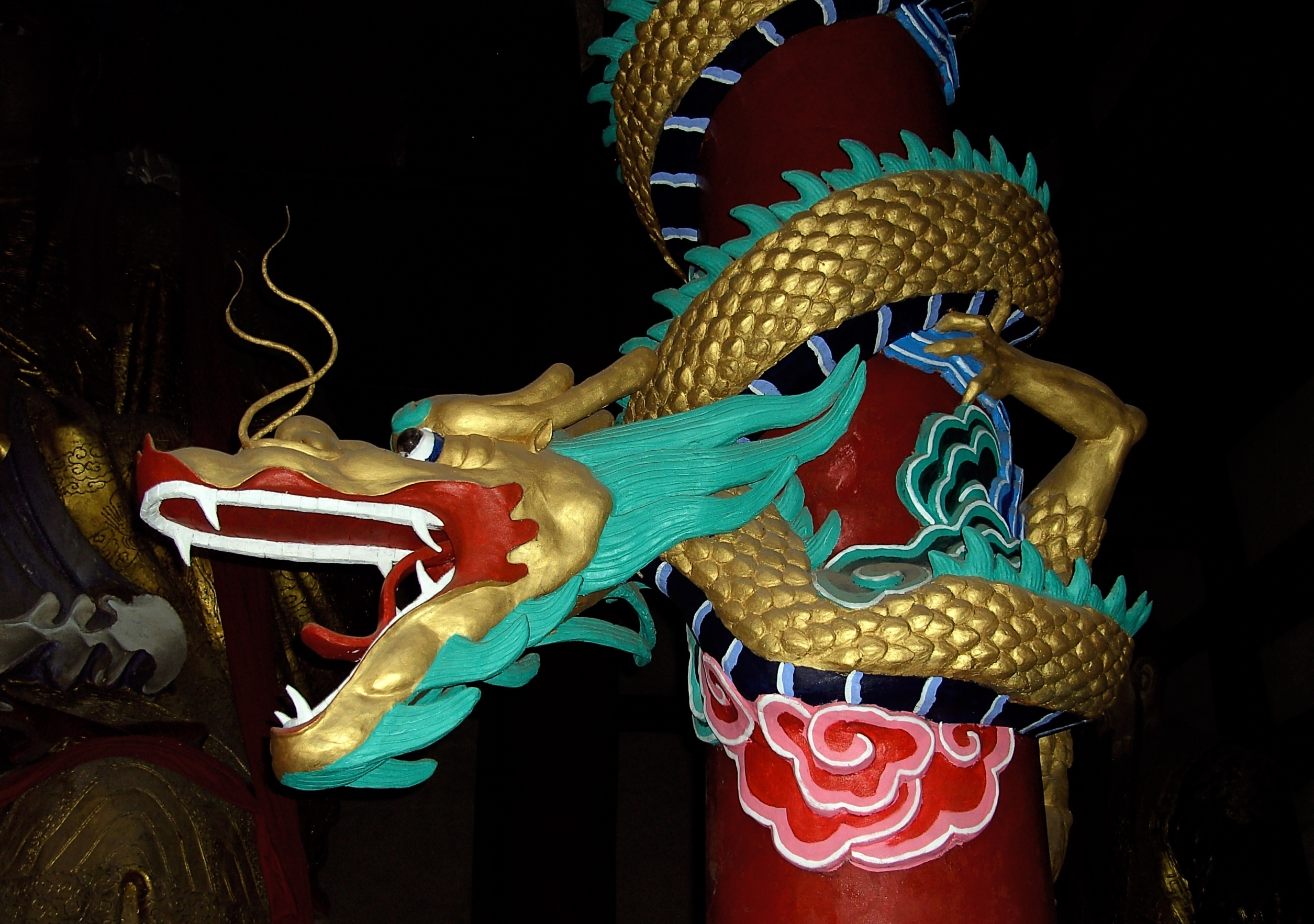
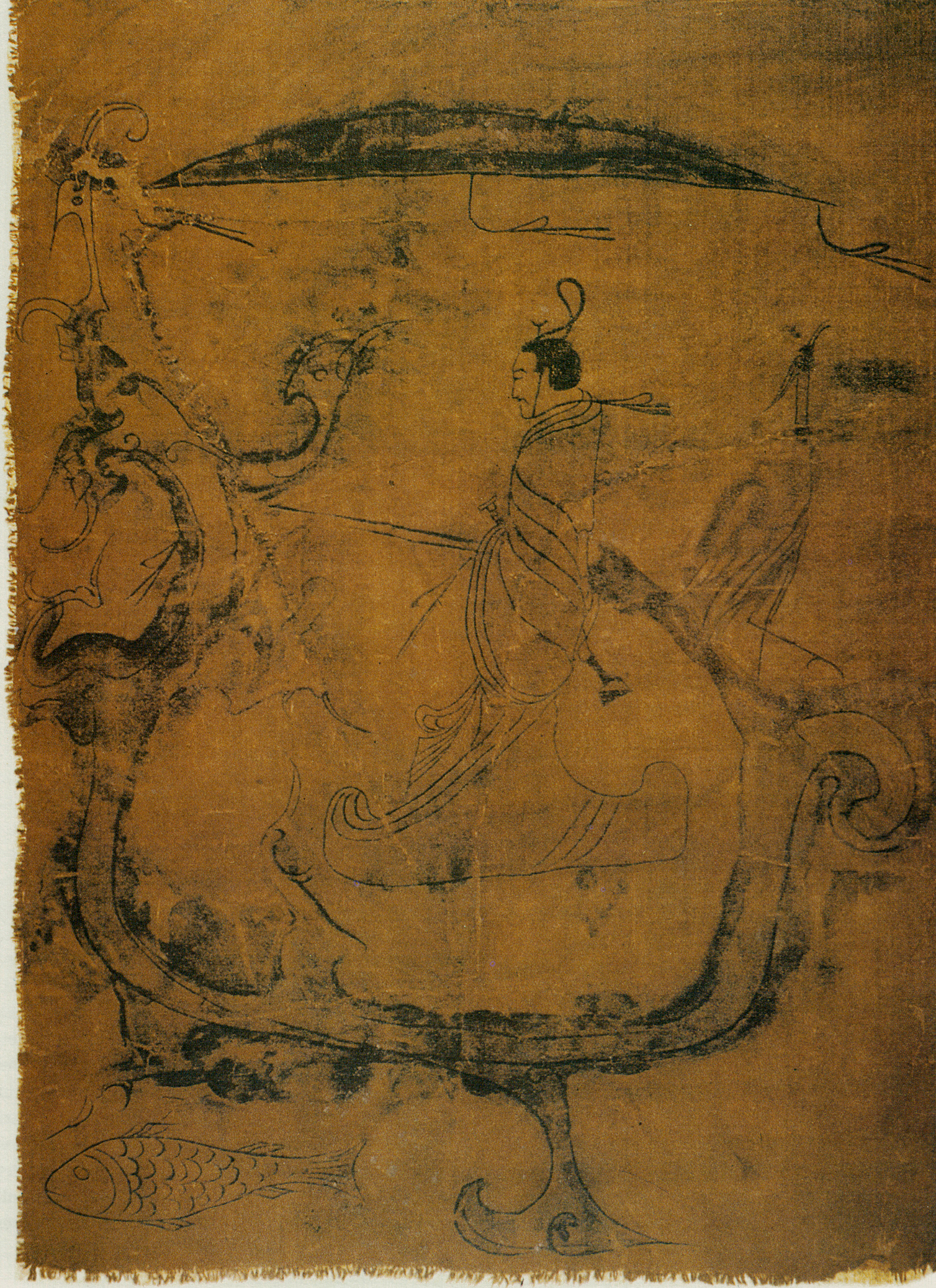
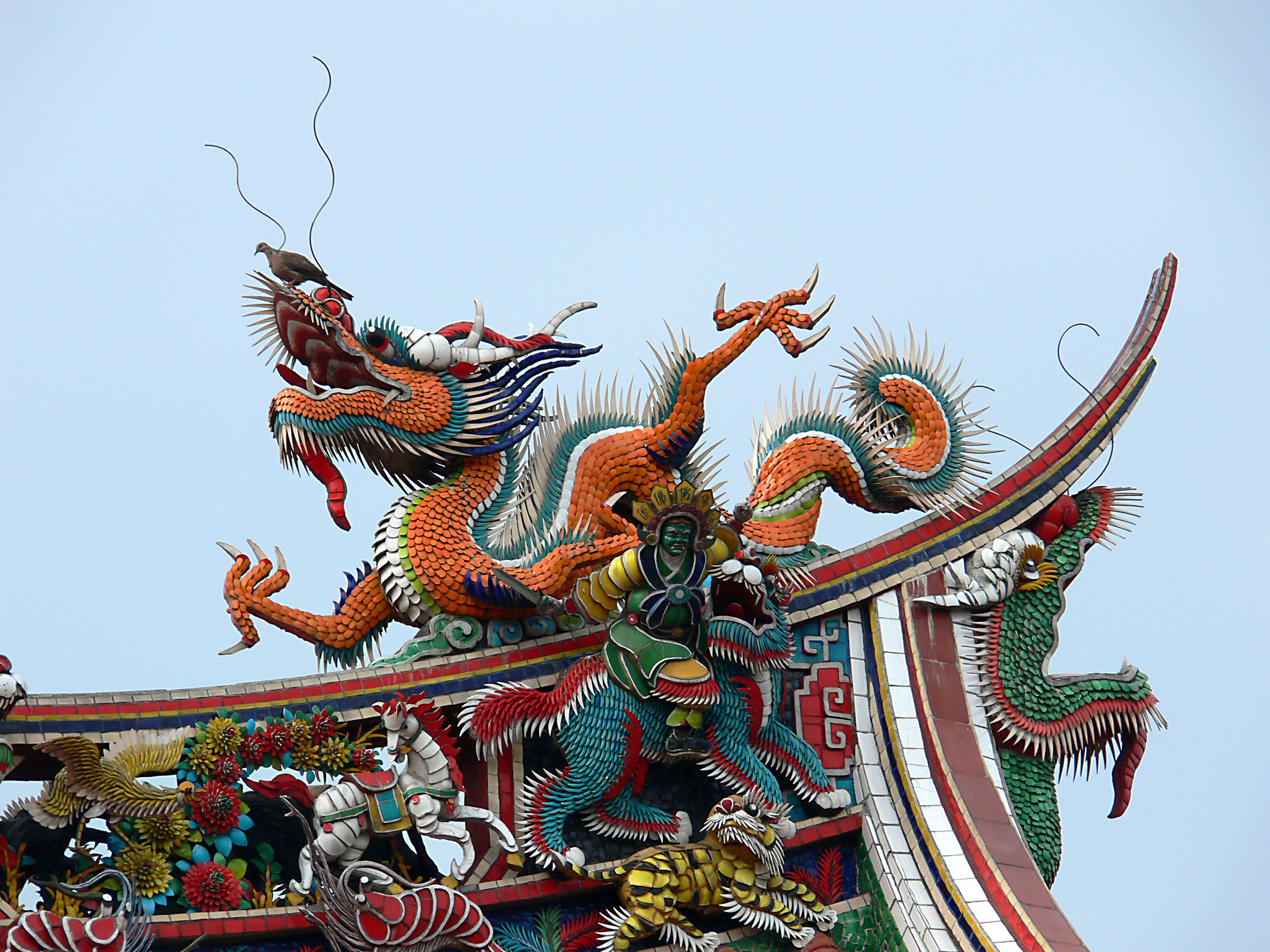